# Bulbophyllum modicum
Bulbophyllum modicum là một loài thực vật biểu sinh có thể đã tuyệt chủng thuộc họ Orchidaceae. Đây là loài đặc hữu của Cameroon, và môi trường sông tự nhiên của chúng thuộc rừng khô nhiệt đới hoặc cận nhiệt đới của khu vực núi Cameroon ở độ cao khoảng 900 và 1.200 mét) đang bị đe dọa. Nó được miêu tả vào năm 1957.
Cả (3) mẫu vật được xác định của B. modicum đều đến từ ngoại ô thị trấn Buea. Một mẫu khác từ Bambui (Bamenda) là vô sinh, và chưa được xác nhận là loài này.
Các đe dọa đối với B. modicum, nếu chúng còn tồn tại, đều bắt nguồn từ việc gia tăng xóa bỏ môi trường sống trong rừng của chúng, có thể để khai thác củi gỗ, xóa đất rừng để trồng trọt hoặc mở rộng đô thị.